# 蕭子卿
蕭子卿（468年—494年），字云长，齊武帝蕭赜第三子，母为张淑妃。

## 生平
齐高帝建元元年（479年），封临汝县公，食邑一千五百户。建元四年六月乙酉（482年7月3日），出任持节、都督郢州、司州之义阳军事、冠军将军、郢州刺史。同月丙申（7月14日），进封庐陵王，食邑二千户。齊武帝永明元年九月己卯（483年10月20日），改任都督荆、湘、益、宁、梁、南秦、北秦七州军事、安西将军、荆州刺史。蕭子卿出镇地方时，所用器物服饰经常违制，遭到齊武帝的斥责。因为胞弟萧子响谋反伏诛，他愈发不得齐武帝的喜爱。
永明十年正月戊午（492年2月14日），进号车骑将军。永明十一年二月壬午（493年3月4日），改任使持节、都督豫、南豫、司三州军事、骠骑将军、南豫州刺史。
隆昌元年二月丁酉（494年3月14日），改任卫将军、开府仪同三司。延兴元年九月丁亥（494年10月30日），改任司徒。不久即被萧鸞所杀，得年二十七岁。

## 屬官

### 府佐
冠軍府（482年－483年）
- 沈沖，廬陵王冠軍長史，行府事[1]

安西府（483年－487年）
- 沈沖，廬陵王安西長史，行府事[1]
- 傅琰，廬陵王安西長史，行府事[2]

中軍府（488年－492年）
- 到撝，廬陵王中軍長史[3]
- 庾杲之，廬陵王中軍長史[1]
- 王諶，廬陵王中軍長史[1]
- 戴僧靜，廬陵王中軍司馬[4]
- 江祏，廬陵王中軍功曹、記室參軍[5]
- 王峻，廬陵王中軍法曹行參軍[6]

車騎府（492年－493年）
驃騎府（493年－494年）
衛軍府（494年）
- 蕭宏，廬陵王衛軍法曹行參軍[7]

### 國官
廬陵王國（482年－494年）
- 嚴植之，廬陵王國侍郎[8]

## 延伸阅读
[在维基数据编辑]
 《南齊書·卷40》，出自萧子显《南齊書》